# Білоштан Яків Порфирович
Яків Порфирович Білоштан (23 жовтня 1904, Моринці — 20 січня 1985, Київ) — доктор філології, професор, літературознавець. Декан факультету журналістики Львівського державного університету, декан факультету філології Київського державного університету. Брат Андрія Білоштана.
Автор праць «Драматургія Івана Франка», «Іван Франко і театр», статей про творчість Олександра Островського, Лева Толстого, Вільяма Шекспіра, Івана Микитенка, Петра Козланюка, Ярослава Галана.

## Освіта
Після здобуття початкових шкільних знань у 1926–1929 навчався в Київському інституті народної освіти на мовно-літературному факультеті. А через двадцятиліття, 1950 року, екстерном закінчив Львівський державний університет.

## Викладацька діяльність
У 1929–1941 працював викладачем української мови і літератури у навчальних закладах Донбасу і Харкова.
У 1941–1943 роках репресований за звинуваченням у контрреволюційній діяльності. 1943 року реабілітований. На той час перебував у казахському місті Актюбинську, де працював у місцевому вчительському інституті.
З 1945 року працював викладачем у Львові. 1950 року став доцентом кафедри історії української літератури Львівського педагогічного інституту, згодом — доцентом кафедри журналістики Львівського державного університету, а тоді й деканом факультету журналістики.
У 1958–1962 роках працював у Києві в Головній редакції УРЕ на посаді завідувача науковою редакцією літератури, мови і фольклору. Влаштувався на роботу у Київському університеті. Тут працював з 1962 по 1982 роки. Спершу був доцентом, а з 1969 — професором кафедри теорії літератури і літератур народів СРСР. Цю кафедру очолював як виконувач обов'язків протягом 1975–1976 років. А у 1967–1975 обіймав посаду декана філологічного факультету.

## Наукова діяльність
Кандидатська дисертація стосувалася теорії драми, а докторська була присвячена темі «Драматургія Івана Франка» (1966).
Основні напрями наукової та педагогічної діяльності Якова Порфировича — теорія та історія української драми, театральна критика, теорія літератури, франкознавство, літературознавство.
Білоштан є автором понад 150 наукових і науково-методичних праць, серед них і двох монографій.
Основні праці:
- Драматургія Івана Франка. К., 1956
- Іван Франко і театр. К., 1967
- Літературні роди, види і жанри (підвиди) як змістовні форми (у співав.). К., 1968.